# Fronteira Áustria–Eslovénia

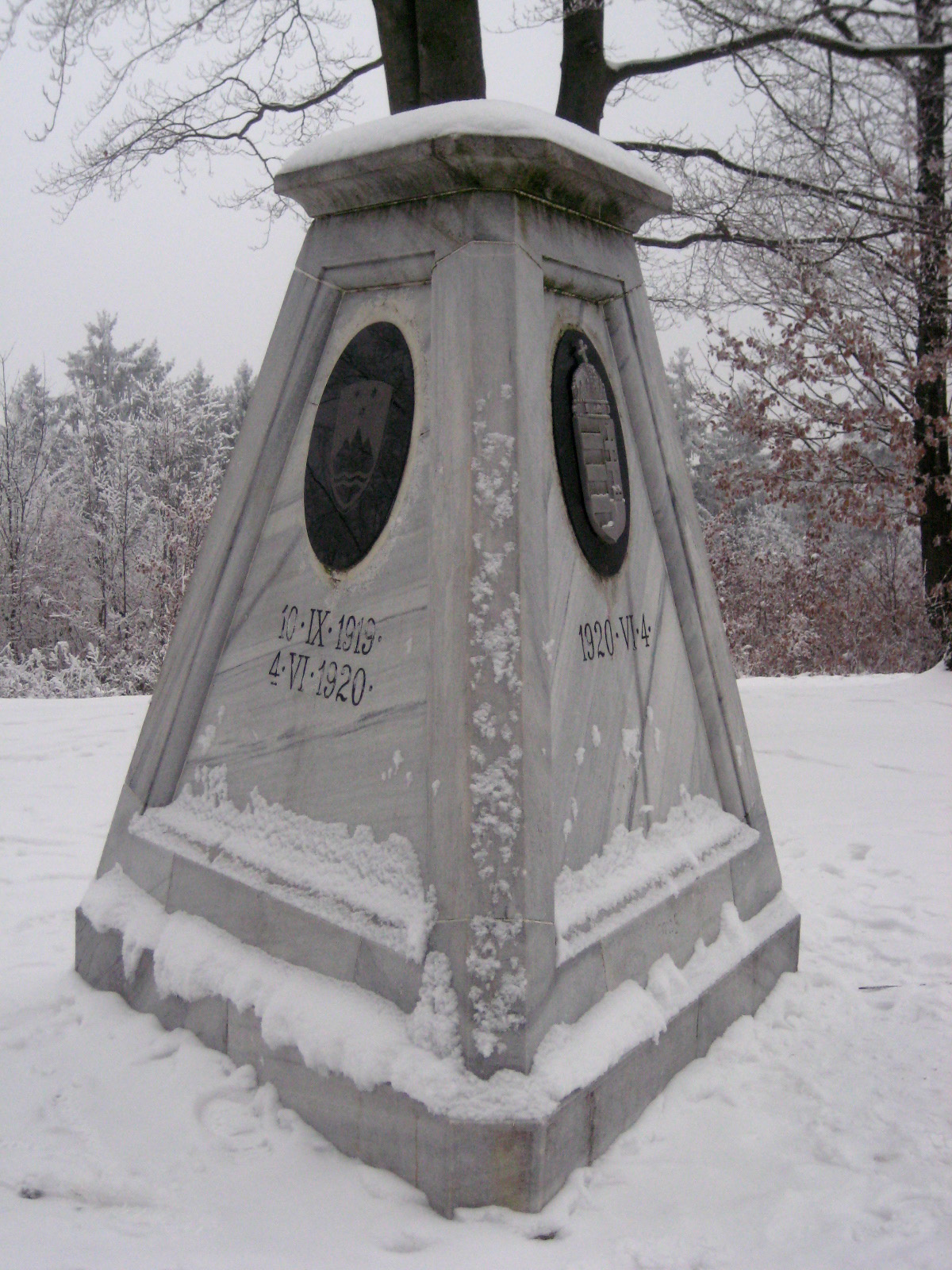
Marco da tríplice fronteira austro-esloveno-húngara

A fronteira entre a Áustria e a Eslovênia é uma linha de 330 km de comprimento, direção O-L, que separa o norte da Eslovênia do território da Áustria. No oeste se inicia na fronteira tríplice Eslovênia-Áustria-Itália (Friul-Veneza Júlia - Trieste), nos Alpes. Vai até o leste nas tríplice austríacos (L-O) de Burgenland, Estíria (Graz) e Caríntia (Klagenfurt) do norte da Eslovênia, passando nas proximidades das cidades eslovenas de Maribor e Kranj.[carece de fontes?]
Ambas nações já fizeram parte do Império Austro-Húngaro até o final da Primeira Grande Guerra em 1918. A Eslovénia passou a constituir o Reino dos Sérvios, Croatas e Eslovenos, mais tarde (1926) a Iugoslávia. Essa mesma fronteira atual, era o limite entre Áustria e Iugoslávia até 1991, com a dissolução desta.[carece de fontes?]

## História
Antes da Primeira Guerra Mundial, o território da atual Eslovênia fazia parte da Áustria-Hungria. O fim do conflito resultou na integração do território esloveno ao Reino dos Sérvios, Croatas e Eslovenos. A fronteira entre o reino e a Áustria foi estabelecida pelo Tratado de Saint-Germain-en-Laye (1919). O caso do Ducado da Caríntia, região fronteiriça povoada por alemães e eslovenos, foi regulamentado pelo plebiscito da Caríntia em 10 de outubro de 1920, que decidiu sua adesão à Áustria. Parte desta região uniu-se automaticamente à Eslovênia no final da guerra, atualmente compreende a Caríntia Eslovena.[carece de fontes?]
Após o Anschluss em 1938, tornou-se a fronteira entre o Reino da Iugoslávia e o Terceiro Reich antes do desmembramento do reino após sua invasão pelas forças das potências do Eixo em 1941. O Terceiro Reich então ocupou o norte da Eslovênia e planejou anexar algumas áreas fronteiriças, nas quais os habitantes foram expulsos e substituídos por colonos alemães.
Depois da Segunda Guerra Mundial e durante a Guerra Fria, a fronteira marcou uma parte da cortina de ferro que separou o bloco ocidental do bloco oriental. Apesar das intenções da Iugoslávia em relação à Caríntia, uma região fronteiriça austríaca povoada por uma minoria eslovena, os Aliados decidiram manter a integridade territorial da Áustria como era antes de 1938 e confirmar a demarcação da fronteira pelo Tratado do Estado Austríaco de 1955.
Em 1991, a Eslovênia declarou sua independência e foi seguida por uma guerra de independência de dez dias (27 de junho a julho) entre as forças eslovenas e o Exército Popular Iugoslavo (EPI). As áreas fronteiriças que separam a Eslovênia do estrangeiro foram uma das partes no conflito. A partir de 25 de junho, os eslovenos asseguraram-nas para evitar que a Eslovênia fosse isolada. Nos primeiros dias da guerra, o Exército Popular Iugoslavo conseguiu tomar a maioria das passagens de fronteira com a Áustria, mas no final do conflito recuou, o que permitiu que os eslovenos recuperassem o controle. A Áustria reconheceu a independência eslovena e o traçado da fronteira não foi questionado.
Desde a adesão da Eslovênia ao espaço Schengen em 21 de dezembro de 2007, os controlos fronteiriços foram levantados. Em 28 de outubro de 2015, a Áustria anunciou que quer construir uma barreira de cerca de 4 km para impedir a chegada de refugiados.